# Phasianelle modeste
Turacoena modesta
Espèce
Statut de conservation UICN

 NT  : Quasi menacé
La Phasianelle modeste (Turacoena modesta) est une espèce de pigeon du genre Turacoena.

## Répartition
Cet oiseau peuple les archipels de Timor, Rote, Atauro et Wetar.

## Habitat
Elle habite les forêts sèches tropicales et subtropicales et les forêts humides tropicales et subtropicales de plaine.
Elle est menacée par la perte de son habitat.